# Christian Wolff
Christian Wolff (Breslavia, 24 gennaio 1679 – Halle sul Saale, 9 aprile 1754) è stato un filosofo e giurista tedesco.

## Biografia
Wolff fu il più eminente filosofo tedesco nel periodo tra Leibniz e Kant. La sua opera riguarda praticamente ogni aspetto della dottrina filosofica del suo tempo, esposta e spiegata con il suo metodo matematico dimostrativo-deduttivo che probabilmente rappresenta il picco della razionalità illuministica in Germania. 
Wolff introdusse il tedesco come lingua scolastica e di ricerca, sebbene scrivesse spesso anche in latino, allo scopo di essere letto e compreso dagli studiosi internazionali. 
Fu padre fondatore, tra l'altro, dell'economia e della pubblica amministrazione come discipline accademiche. In questi due campi ebbe particolare interesse, fornendo suggerimenti su argomenti pratici come il governo e sostenendo la natura professionale dell'istruzione universitaria. 
Sebbene fosse sostanzialmente un pensatore dell'Europa continentale, sia per la forma che per i contenuti, si dice che la sua opera abbia avuto un forte impatto sulla Dichiarazione di indipendenza americana.

## Pensiero
Il pensiero di Wolff si caratterizza per essere una sorta di sintesi del pensiero filosofico del tempo, sistematizzato e razionalizzato in un'ottica prevalentemente leibniziana.
Secondo Wolff la filosofia è scienza, intesa come scienza del possibile: ma possibile è solo ciò che è pensabile, e ogni verità di fatto, seguendo la distinzione di Leibniz, va ricondotta entro le verità di ragione. Preliminare a questa operazione è la fondazione di una logica rigorosa, la quale deve essere basata sul principio di non contraddizione e sul sillogismo, come metodo rigoroso e deduttivo. Rispetto a questa fondazione logica, la filosofia si divide in teorica e pratica.
Tra i suoi seguaci, il filosofo e matematico Johann Nicolaus Frobes.

### Filosofia teorica
La filosofia teorica è costituita anzitutto dall'ontologia come metafisica generale, che per Wolff coincide con quella di Aristotele e della Scolastica. Essa si pone come preliminare rispetto alla distinzione delle tre metafisiche speciali su anima, mondo e Dio: psicologia razionale, cosmologia razionale e teologia razionale. Le tre scienze sono dette razionali in quanto né empiriche né dipendenti dalla rivelazione.
Riprendendo la monadologia di Leibniz, Wolff interpreta il mondo come un orologio automatico impostato in modo definitivo e irrevocabile, all'atto della creazione, da Dio, in base al criterio della necessità che determina in modo permanente la relazione fra le monadi. Secondo questa necessità, ossia l'armonia prestabilita proposta da Leibniz, si svolge anche la relazione fra anima e corpo.

### Filosofia pratica
Quanto poi alla filosofia pratica, Wolff fonda la sua etica sull'intellettualismo socratico: la volontà non può volere che il bene, laddove lo conosce, e ideale morale è quello della perfezione.
In ambito economico, Wolff contestò il liberismo e propugnò l'intervento dello stato secondo un'ottica di dispotismo illuminato.
Nella Critica della ragion pratica Kant criticò l'etica wolfiana della perfezione, osservando che la perfezione non può essere il principio della moralità perché essa si può definire solo con abilità per seguire certi scopi estrinseci ed esterni all'uomo, che non può conoscerli come cosa-in-sé. Inoltre, la perfezione è un concetto vuoto perché nessuno sa cosa sia.

## Le opere

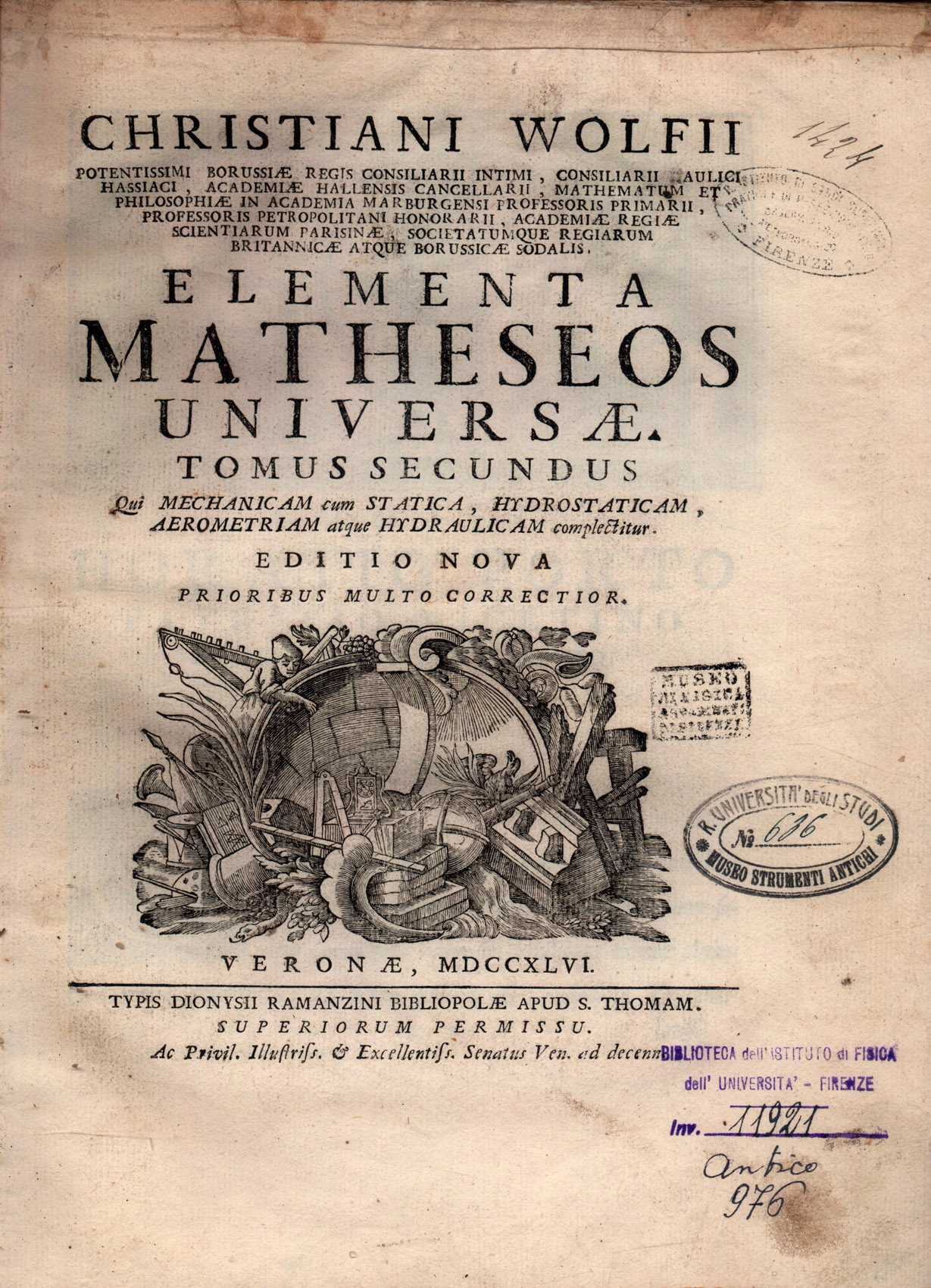
Elementa matheseos universae, 1746

Le più importanti opere di Wolff sono le seguenti:
- Anfangsgründe aller mathematischen Wissenschaften (1710; in latino, Elementa matheseos universæ, 1713 - 1715).
- Vernünftige Gedanken von den Kräften des menschlichen Verstandes (1712).
- Vern. Ged. von Gott, der Welt und der Seele des Menschen, auch allen Dingen überhaupt (1719).
- Vern. Ged. von der Menschen Thun und Lassen (1720).
- Vern. Ged. von dem gesellschaftlichen Leben der Menschen (1721).
- Vern. Ged. von den Wirkungen der Natur (1723).
- Vern. Ged. von den Absichten der natürlichen Dinge (1724).
- Vern. Ged. von dem Gebrauche der Theile in Menschen, Thieren und Pflanzen (1725); gli ultimi sette possono essere considerati dei trattati di logica, metafisica, filosofia morale, filosofia politica, fisica teorica, teleologia, fisiologia.
- Philosophia rationalis, sive Logica (1728).
- Philosophia prima, sive Ontologia (1730).
- Cosmologia generalis (1731).
- Psychologia empirica (1732).
- Psychologia rationalis (1734).
- Theologia naturalis (1736 - 1737, 2 tomi).
- Kleine philosophische Schriften, raccolti e curati da G. F. Hagen (1736 - 1740).
- Philosophia practica universalis (1738 - 1739, 2 tomi).
- Jus naturæ (1740 - 1748, 8 tomi).
- (LA) Elementa matheseos universae, vol. 2, Verona, Dionigi Ramanzini, 1746.
  - (LA) Elementa matheseos universae, vol. 3, Verona, Dionigi Ramanzini, 1746.
  - (LA) Elementa matheseos universae, vol. 4, Verona, Dionigi Ramanzini, 1751.
- Jus gentium (1749).
- Institutiones juris naturæ et gentium (1750).
- Philosophia moralis, sive Ethica (1750 - 1753, 5 tomi).

- Le tre più antiche biografie di Wolff (di Friedrich Christian Baumeister, Johann Christoph Gottsched ed Heinrich Wuttke) sono state ristampate a cura di Hans Werner Arndt, Christian Wolff. Biographie, Hildesheim, Georg Olms, 1980.

Le opere complete sono state pubblicate dal 1962 in una ristampa annotata:
- Gesammelte Werke,  Jean École et al. (eds.), 3 serie (tedesco, latino e materiali), Hildesheim-[Zürich-]New York: Olms, 1962-.

Un'edizione moderna del famoso discorso (Halle speech) sulla filosofia cinese è:
- Oratio de Sinarum philosophia practica / Rede über die praktische Philosophie der Chinesen, Michael Albrecht (ed.), Hamburg: Meiner, 1985.
- A queste si devono aggiungere, con testo a fronte in Italiano:
- Metafisica tedesca con annotazioni alla Metafisica tedesca, Milano, Bompiani 2006.
- Logica Tedesca, Milano, Bompiani, 2011.